# La Croix-Comtesse
La Croix-Comtesse ist eine französische Gemeinde mit 223 Einwohnern (Stand: 1. Januar 2022) im Département Charente-Maritime in der Region Nouvelle-Aquitaine (vor 2016: Poitou-Charentes); sie gehört zum Arrondissement Saint-Jean-d’Angély und zum Kanton Saint-Jean-d’Angély. Die Einwohner werden Crucicomtessins und Crucicomtessines genannt.

## Geographie
La Croix-Comtesse liegt etwa 58 Kilometer ostsüdöstlich von La Rochelle in der Saintonge. Umgeben wird La Croix-Comtesse von den Nachbargemeinden Villeneuve-la-Comtesse im Norden, Coivert im Osten und Südosten sowie Vergné im Süden und Westen.

## Bevölkerungsentwicklung
| Jahr                       | 1962 | 1968 | 1975 | 1982 | 1990 | 1999 | 2006 | 2019 |
| Einwohner                  | 240  | 207  | 189  | 189  | 161  | 172  | 167  | 223  |
| Quellen: Cassini und INSEE |      |      |      |      |      |      |      |      |

## Sehenswürdigkeiten
- Kirche Saint-Révérend aus dem 12. Jahrhundert

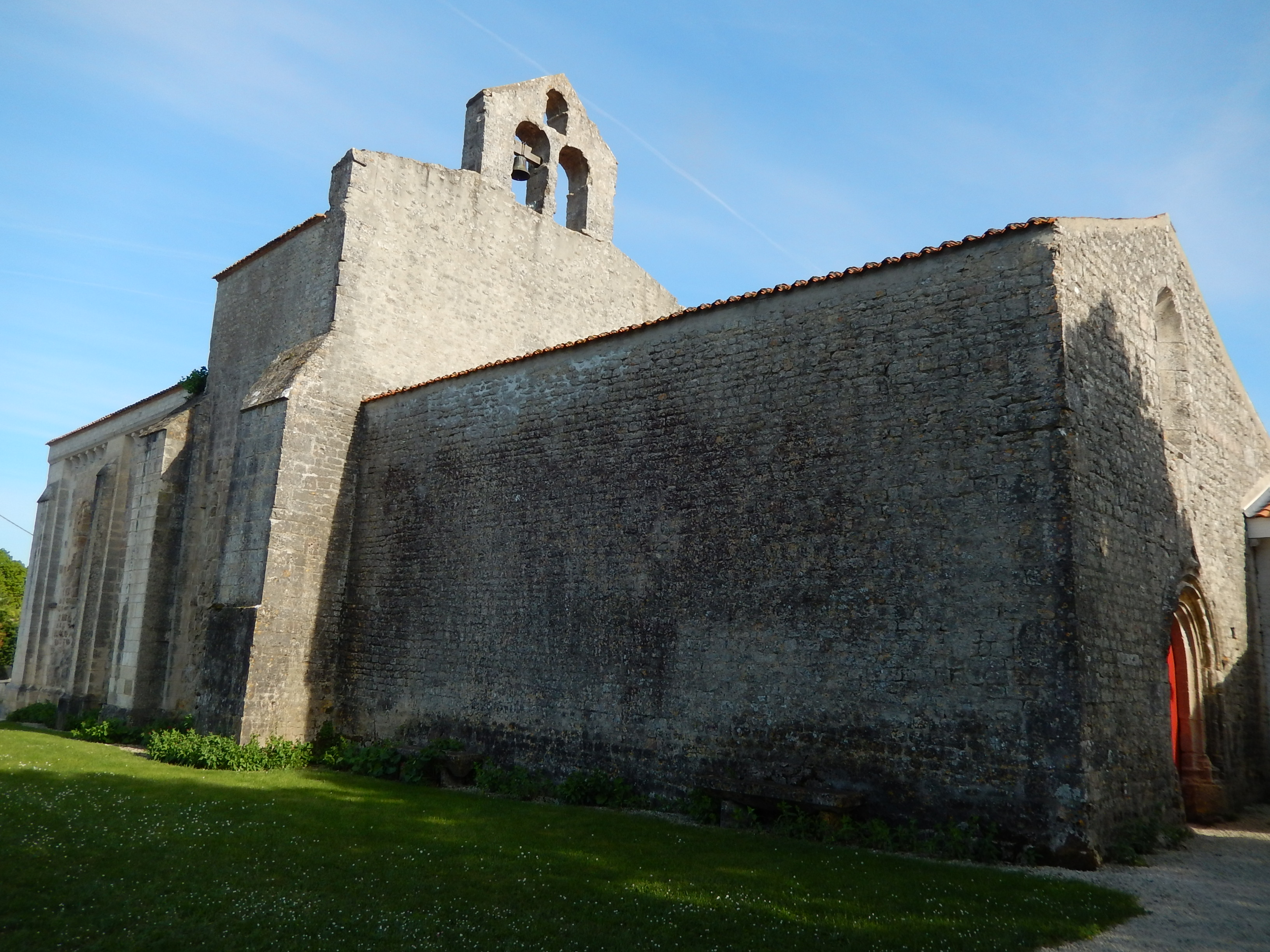
Kirche Saint-Révérend

- Reste einer Turmhügelburg (Motte)